# 24
24 (XXIV) var ett skottår som började en lördag i den julianska kalendern.

## Händelser

### Okänt datum
- Romarnas krig mot Numidien och Mauretania tar slut.
- Servius Cornelius Cethegus och Lucius Visellius Varro blir konsuler i Rom.
- Karmides blir arkont av Aten.
- Tacfarinas' uppror i provinsen Africa terra slås ner.
- Filon förklarar Gamla testamentet vara Guds eviga lag.
- Den siste masinissiske härskaren[vem?] av Kartago dör.
- Juri blir kung av det koreanska kungadömet Silla.

## Avlidna
- Strabon, grekisk geograf
- Namhae, kung av Silla